# Henrik Åhnstrand
Henrik Åhnstrand (Nyköping, 29 luglio 1979) è un allenatore di calcio ed ex calciatore svedese, di ruolo centrocampista.

## Carriera

### Giocatore
Åhnstrand è cresciuto nel settore giovanile del Söderhamns FF. Trasferitosi a Sundsvall durante il periodo liceale, è entrato a far parte del GIF Sundsvall, la maggiore squadra della cittadina. Qui è arrivato fino alla prima squadra, dove però non è riuscito a trovare spazio.
Nel 2000 è tornato al Söderhamns FF, squadra all'epoca militante nella quarta serie nazionale, con cui ha giocato solo 6 partite prima di essere vittima di un grave infortunio che lo ha costretto a una lunga riabilitazione.

### Allenatore
Ritiratosi già da alcuni anni per via del grave infortunio patito in precedenza, nel 2010 Åhnstrand è stato scelto come nuovo capo allenatore dello stesso club, il Söderhamns FF, che era reduce da una retrocessione nella quinta serie nazionale.
Dal 2013 al 2017 ha ricoperto per cinque stagioni il ruolo di capo allenatore dell'Hudiksvalls FF, formazione di quarta serie che ha condotto rispettivamente a un quarto posto, tre secondi posti e un terzo posto.
A partire dalla stagione 2018 è entrato nello staff tecnico del GIF Sundsvall in qualità di assistente. Due anni più tardi è stato promosso a prima guida. Nel novembre del 2021, sul finire della sua seconda stagione da capo allenatore, la squadra ha conquistato con una giornata d'anticipo il secondo posto nella Superettan 2021 e quindi la promozione in Allsvenskan. È stato poi esonerato il 28 luglio 2022, in un momento in cui il GIF Sundsvall era penultimo in classifica con 10 punti ottenuti nelle prime 15 giornate.